# Alexandru Vechiu
Alexandru  Vechiu (n. 14 ianuarie 1890, Zăvoaia, jud. Brăila, d. 3 martie 1954, București) a fost un medic veterinar român, a făcut studii de panteaologie și microbiologie, a studiat bolile infecțioase ale animalelor, a fost primul în lume care a reușit să vindece pesta porcină la alte animale, profesor universitar, a fost directorul Institutului de seruri și vaccinuri Pasteur din București, decanul Facultății de medicină veterinară din București, președintele Asociației generale a medicilor veterinari, președinte al societății Protecția animalelor.

## Biografie
A făcut școala la Zăvoaia, județul Brăila și la liceul „Nicolae Bălcescu” din Brăila. A studiat la „Școala Superioară de Medicină Veterinară” din București.
În anul 1916 obține titlul de Medic veterinar iar în anul 1925 diploma de doctor în medicina veterinară cu mențiunea „foarte bine”.
În 1916 este mobilizat. După terminarea primului război mondial și demobilizare a ocupat în cadrul Școlii Superioare de medicină veterinară din București și apoi la Facultatea de medicină veterinară din București posturi de șef de lucrări la diferite catedre.
Din 1925 a studiat, în calitate de bursier al statului, timp de 2 ani la Alfort, în Franța, în mai multe laboratoare, cu profesorii Vallée, Maignon, Robin, Panisset, Roussy  și a urmat cursurile de bacteriologie la Institutul Pasteur din Paris.
Întors în țară lucrează ca șef de lucrări până în anul 1932 când la 15 martie este numit profesor titular la catedra de patologie experimentală și higienă veterinară.
La 6 februarie 1937 este numit profesor titular, prin chemare, de anatomie patologică și microbiologie. Tot atunci este numit directorul Institutului de seruri și vaccinuri „Pasteur” din București pe care l-a condus din 1937 pâna în anul 1947.
La 1 ianuarie 1939 este numit Profesor la Clinica și Catedra de patologie medicală.
Pe data de 8 octombrie 1939 este numit Decan al Facultății de medicină veterinară, funcție pe care a ocupat-o până în anul 1946.
La 9 septembrie 1949 a fost scos din învățământ (în timp ce preda la curs) fără pensie. ( o pensie a fost acordată post mortem soției sale medic veterinar, conferențiar universitar Dr. Olimpia Vechiu)

## Activitate
A avut o activitate bogată atât pe plan profesional cât și social, din care menționăm câteva:
A participat ca delegat al țării la diferite congrese în străinătate:
Martie 1934 la Congresul de cynologic mondial de la Monaco, unde datorită lucrărilor sale a fost numit raportor general pentru problema combaterii maladiei „Jigodia câinilor tineri”, la propunera prof. Alexandru Vechiu s-a aprobat la acest Congres ca „jigodia câinelui” să  fie numită „maladia Carre”, pentru cinstirea savantului care a descoperit agentul patogen al bolii.
In 1938 a participat la Congresul internațional de medicină veterinară de la Zürich-Interlaken în Elveția unde a avut un deosebit succes prin cercetările sale cu privire la bolile porcilor.
Împreună cu Gh. Ionescu-Brăila a reprezentat în anii 1939 și 1940 România la ședințele anuale ale Oficiului Internațional de Epizootii de la Paris.
A fost ales președinte al „Asociației Medicilor Veterinari” și președintele „Societății pentru protecția animalelor”.
Între anii 1935 – 1941 a condus și a redactat diferite articole la „ Revista crescătorului de animale ”, o realizare personală a sa, perfectând un vis al tinerilor asistenți ai Institutului Zootehnic, Grigore Brătescu și Savu Timaru. Pentru editarea acestei reviste tiparul a fost plătit și din salariul personal al prof. Alexandru Vechiu, luat ca aconto.
A făcut „Istoricul Medicinei Veterinare Române” care a fost publicat în „Histoire de la Medicine Veternaire de France”.
Ca director al Institutului de seruri și vaccinuri Pasteur, printre altele a realizat secția din Giulești.
În funcția de decan al Facultății de Medicină Veterinară din București a asfaltat toate aleile facultații, a ajutat studenții nevoiași să-și termine studiile, a organizat o cantină pentru studenți.
În timpul războiului a organizat evacuarea Facultății de Medicină Veterinară și a Institutului Pasteur la Aplodul -Sibiu și Copăceni -Ilfov fără a se pierde ceva din patrimoniul celor două instituții.
„Activitatea acelui care a fost profesorul Alexandru Vechiu pe tărâmul cultural, științific, patriotic, etc., care în toată viața sa a fost prezent, trebuie să fie un exemplu de urmat. El se situează alături de toți reprezentanții mari ai profesiunii noastre, vechi sau noi, având locul său de cinste, lângă Alexandru Locusteanu, Paul Riegler, Ion Atanasiu, C. S. Motas,, Ion Poenaru, Alexandru Ciucă, G. K. Constantinescu, I. Curea precum și toți ceilalți care prin munca și aportul lor au pus temelia și au dat impuls științei veterinare în România și în lume...” (citat din „Tangente în viață și profesiune – despre prof. Dr. Alexandru Vechiu” de prof. dr. Doc. Fr. Popescu, cuvântare ținută cu ocazia omagierii la 27 iunie 1985 a prof. Dr. Alexandru Gh. Vechiu  în cadrul unei ședințe festive organizată de Societatea de Medicină Veterinară din RSR și Facultatea de Medicină Veterinară din București).

## Lucrări științifice
A avut numeroase lucrări de specialitate din care menționăm câteva:
- „Ereditatea experimentală în tuberculoză”, lucrare prezentată în colaborare cu prof. I. D. Poenaru la Congresul de Zootehnie și Igienă Veterinară la Cluj din 12 septembrie 1924
- „La virulence du liquide cephalo-rachidien dans la maladie du jeune âge du chien” comunicată la Societatea de Biologie de la Paris împreună cu prof. Robin de la Școala de la Alfort (Paris), 1926
- „Quelques recherches expérimentales sur le traitement du tetanos”, lucrare efectuată în laboratorul de Patologie Medicală al Școlii Veterinare de la Alfort, comunicată la Societatea de Patologie Comparată de la Paris la 8 februarie 1927.
- „Recherches experimentales sur la maladie de Carée (maladie du jeune  âge du chien)” , lucrare efectuată în laboratorul de Patologia Bolilor Contagioase de la Facultatea de Medicină Veterinară din București, comunicată la Societatea de Medicină Veterinară la 10 iulie 1931.
- „Transmiterea experimentală a maladiei lui Carée (jigodia câinelui) la iepuri” efectuată în laboratorul de  Patologia Bolilor Contagioase de la Facultatea de Medicină Veterinară,  comunicată la Societatea de Medicină Veterinară la 19 octombrie 1931 a avut un răsunet științific din cele mai mari.

Lucrarea care i-a adus notorietatea mondială este:
- „Sur la transmission de la peste porcine à d´autres espècés animales” comunicată la cea de a treisprezecea sesiune a Comitetului Oficiului Internațional de Epizootii de la Paris din 30 mai – 5 iunie 1939 și publicată în buletinul acestei sesiuni la pag. 167 – 209.  Cunoscuți savanți  de la începutul secolului XX au afirmat în urma cercetărilor făcute  de ei că virusul pestos porcin nu se poate transmite la nici un alt animal de experiență. În 1923 Böhmer a ajuns la concluzia că pesta porcină nu este inoculabilă la iepure, în același an Färböse  conclude că și cobaiul este refractar.

Alexandru Vechiu și-a început cercetările în 1931 și după 8 ani de muncă intensă a reușit primul în lume să transmită virusul pestos porcin la iepure, cobai și oi. „Boala experimentală producea modificări sanguine capabile să dea indicații concrete. Virusul se atenuează prin trecerea prin organismul iepurelui, încât nu mai poate provoca la porc pesta ci o boală ușoară, trecătoare. Atenuarea virusului rămâne definitivă, fără a mai reveni la starea inițială de agresivitate.
Vechiu subliniază, la pagina   169, că speră ca aceste rezultate ar putea conduce la obținerea unui vaccin capabil să realizeze imunitatea activă la porc.” (Citat din „Ministerul Agriculturii Societatea de Medicină Veterinară din R. S. România, Buletin Informativ Nr. 2/1986”, pag . 33).  Oamenii de știință americani H. Koprowsky, J. A. Baker, J. Black ș.a., sprijinându-se pe lucrările profesorului Alexandru Vechiu au realizat vaccinul antipestos porcin lapinizat, al cărui precursor rămâne prof. Alexandru Vechiu.